# Marcin Czerwiński (literaturoznawca)
Marcin Czerwiński (ur. 26 grudnia 1971 w Lublinie) – polski literaturoznawca, poeta, redaktor naczelny czasopisma „Rita Baum”.

## Życiorys
Ukończył studia magisterskie na polonistyce Uniwersytetu Wrocławskiego, studiował też filozofię na UWr. W 2002 roku obronił pracę doktorską, poświęconą zagadnieniom gnozy we współczesnej refleksji filozoficznej oraz polskiej literaturze; od tegoż roku adiunkt w Instytucie Filologii Polskiej. Teoretyk literatury, autor kilkudziesięciu artykułów literaturoznawczych publikowanych w czasopismach naukowych. Założyciel i redaktor naczelny czasopisma literacko-artystycznego „Rita Baum” (ukazującego się od 1998 roku), obecnie kwartalnika. Pomysłodawca i realizator projektu „Czytanie w ciemności”. W 2013 roku opublikował Smutek labiryntu. Gnoza i literatura (wydawnictwo Universitas). Rok później w tym samym wydawnictwie ukazała się jego druga książka „Maszyna przecząca. O literaturze jako formie negacji w aspekcie performatywnym”. W 2020 roku wydawnictwo papierwdole opublikowało tom poezji pt. „Miniaturzyści esperanto”,  uznany za najlepszy debiut poetycki w tym samym roku w 37. Konkursie im. Kazimiery Iłłakowiczówny organizowanym przez Poznański Oddział Związku Literatów Polskich. Kurator na festiwalach sztuki, m.in. w Kłodzku i Frankfurcie nad Odrą. Performer, eseista, autor wierszy i opowiadań. Publikował m.in. w „Studium”, „Dykcji”, „Wakacie”, „Odrze”, „Czasie Kultury”, „Kresach” i „Nigdy Więcej”. Mieszka we Wrocławiu.